# Teatr im. Adama Mickiewicza w Cieszynie
Teatr im. Adama Mickiewicza w Cieszynie – teatr znajdujący się na Placu Teatralnym, na Starym Mieście w Cieszynie.
 Budynek wpisany jest do rejestru zabytków pod numerem A-542/87 z 15.10.1987

## Historia
Pomysł budowy teatru powstał wiosną 1902 roku. Grupa zamożnych mieszkańców Cieszyna spotkała się w Domu Niemieckim, aby z inicjatywy radnego Gminy Cieszyn Franza Bartha, powołać Towarzystwo Budowy Teatru (Der Theater-Bau-Verein). Władzę stowarzyszenia stanowił kilkunastoosobowy Wydział w składzie: F. Bartha (przewodniczący), Thomas Lenoch, Leopold Widenka oraz Johann Struhal. Do Wydziału został też wybrany wiceburmistrz, późniejszy burmistrz Rudolf Bukowski. Po utworzeniu towarzystwa nastąpiła zbiórka pieniędzy pośród miejscowych i zamożnych Niemców. Dzięki niej udało się uzbierać 35% potrzebnej kwoty, więc przystąpiono do formalizowania budowy - wyznaczono teren pod budowę; centralny punkt miasta, w miejscu nieistniejących już koszar. Projekt teatru stworzyli architekci z Wiednia – Ferdynand Fellner i Hermann Helmer, którzy w swoim dorobku mieli 48 teatrów, m.in. w Wiedniu, Berlinie, Toruniu i Łańcucie. Wzniesieniem teatru zajęła się cieszyńska firma Eugena Fuldy ze wsparciem berlińsko-wiedeńskiego przedsiębiorcy Hugo Barucha, który miał doświadczenie w stawianiu scen teatralnych, a także wiedeńska (wciąż działająca) firma Pittel & Brausewetter.
Prace budowlane zakończono w 1909 roku. Teatr posiadał 770 miejsc siedzących i stojących (obecnie jest 630 miejsc siedzących), obrotową scenę, żelazną kurtynę przeciwpożarową, kotłownię centralnego ogrzewania i elektrownię, magazyn dekoracji i kostiumów, salę baletową oraz garderoby.
Uroczyste otwarcie teatru nastąpiło w dniu 24 września 1910 roku, kiedy to wystawiono sztukę autorstwa Franza Grillparzera Fale morza i miłości. Przedstawienie przygotował Oskar Gärtner, zatrudniony w teatrze na stanowisku dyrektora. Przy okazji otwarcia teatru podkreślono, że nowy teatr będzie wyłącznie teatrem niemieckim i nigdy z jego sceny nie padnie polskie słowo. Niedługo później to stwierdzenie zupełnie się zdezawuowało. Dziesięć lat po otwarciu role impresariatu pełniły Towarzystwo Teatru Niemieckiego (które powstało z Towarzystwa Budowy Teatru) i Towarzystwo Teatru Polskiego. 14 grudnia 1920 roku wystawiono pierwszą polską sztukę - komedię Aleksandra Fredry Zemsta w wykonaniu Teatru im. Słowackiego z Krakowa. Niemniej ważnym wydarzeniem było pokazanie opery Halki Stanisława Moniuszki, w dniu 6 stycznia 1923 roku. Operę tę wystawił zespół Teatru Polskiego z Katowic.
W okresie II wojny światowej przeprowadzono pierwszy od otwarcia generalny remont budynku: zamontowano scenę obrotową i żelazną kurtynę, wymieniono siedzenia na całej widowni (wraz z zamontowaniem foteli na II balkonie, gdzie dotychczas znajdowały się tylko miejsca stojące). Przez pewien czas w teatrze funkcjonował teatr zawodowy i szkoła baletowa, jednak po trzech sezonach aktorów wcielono do wojska, a aktorki zaangażowano do pracy dla potrzeb wojska.
W 1945 roku Ministerstwo Kultury i Sztuki utworzyło instytucję pn. Teatr Polski w Cieszynie, którego pierwszym dyrektorem został Stanisław Kwaskowski. W dniu 18 października 1945 roku, odbył się spektakl inaugurujący powstanie nowej instytucji – komedia Aleksandra Fredry Pan Jowialski. Od grudnia 1945 roku do kwietnia 1961 teatr funkcjonował jako druga scena Teatru Polskiego w Bielsku-Białej. Teatr prezentował wszystkie spektakle, które w swoim repertuarze posiadał teatr bielski. W roku 1961 teatr został przekazany władzom Cieszyna i od tego czasu podlegał organizacyjnie Miejskiemu Domowi Kultury w Cieszynie. W 1965 roku przeprowadzono kolejny remont związany z modernizacją urządzeń scenicznych i przeciwpożarowych; odświeżono też złocenia na widowni.
Nowe otwarcie teatru w dniu 4 grudnia 1965 zostało uświetnione wystawieniem Strasznego dworu Stanisława Moniuszki w wykonaniu Opery Bytomskiej.
Kolejnym krokiem milowym dla teatru okazał się dwuletni remont generalny w latach 1977–1979. W trakcie tego remontu wymieniono pokrycie dachu, wmontowano nową stolarkę okienną i drzwiową, zrekonstruowano dębowe drzwi wejściowe, wymieniono instalację grzewczą, zamontowano nowy sprzęt techniczny, wymieniono instalację elektryczną, zrekonstruowano sztukaterię foyer, widowni i klatek schodowych, założono nową tapicerkę foteli. Przy tej okazji cieszyński rzeźbiarz Jan Herma wykonał dla teatru płaskorzeźby Heleny Modrzejewkiej, Stanisława Moniuszki i Wojciecha Bogusławskiego.
Po zakończeniu remontu teatr został przekazany w administrowanie Teatrowi Polskiemu w Bielsku-Białej. W tym czasie nosił on nazwę Państwowy Teatr Polski Bielsko-Cieszyn, Teatr im. A. Mickiewicza. Uroczyste otwarcie wyremontowanego teatru zainaugurował w dniu 5 listopada 1979 roku spektakl Pan Tadeusz.
Od 1993 roku Teatr im. Adama Mickiewicza pozostaje pod zarządem Miasta Cieszyn.

## Architektura
Pięciokondygnacyjny budynek teatru o kubaturze 16 944 m³ zaprojektowany na 770 miejsc, został wzniesiony w stylu późnego wiedeńskiego baroku. Elewację wyróżnia siedmioosiowa fasada główna z trójkątnym ryzalitem. Podziały pionowe fasady zostały zaakcentowane przez płaskie lizeny. Gzyms, w części ryzalitowej został zwieńczony naczółkiem z "oknem nerkowym" oraz płaskorzeźbą w kształcie liści, wici roślinnych i motywem dekoracyjnym typu rocaille. Nad oknem widnieje atrybut Apollina – płaskorzeźba w kształcie liry oplecionej gałązką.
Budynek nakrywa wysoki, łamany dach z lukarnami oraz wieżyczką. Do westybulu wchodzono przez trzy półkoliste portale, nad którymi zostały umieszczone okna przyozdobione nadprożami podokienników i nadokienników. Nad środkowym portalem prowadzącym do teatru została umieszczona metalowa markiza.
We wnętrzu teatru przeważają kolory: biały, złoty i czerwony. Na pierwsze i drugie piętro prowadzą klatki schodowe umieszczone po bokach owalnego westybulu. Kasa biletowa została zaprojektowana na wprost wejścia. Za nią znajdował się korytarz otaczający widownię mieszczącą się na parterze, na którą prowadziło dziesięć par drzwi. Korytarz kierował też do zaplecza teatralnego, do: magazynów, garderób, mieszkania dozorcy i pokoju lekarza.
Na pierwszym piętrze mieścił się foyer z kryształowymi żyrandolami, z którego można był przejść do dziesięciu lóż i na balkon widowni. Sztukaterie w kształcie liści, muszli czy pawich ogonów umieszczono głównie na suficie i obramowaniu sceny. Przed sceną umieszczono fosę orkiestrową, którą można było zasłaniać podłogą. Portal sceny przyozdobiono maską Melpomeny, a sufit nad widownią wzbogacał kuty w metalu, a następnie pozłacany plafon.
W holu teatru znajduje się tablica, która upamiętnia inicjatorów budowy teatru – Franza Barthę i Johanna Struhala. Za wykonanie prac dekoratorskich byli odpowiedzialni wiedeńscy artyści: Heinrich Hendner (prace sztukatorskie), Friedrich Volkel (rzeźby), Josef Kotts, Paul Niedoba (malarstwo artystyczne), Eduard Riese (ślusarstwo artystyczne), Ferdinad Moser (dekoracje sceniczne). Sala teatru wyróżniała się doskonałą akustyką – szept ze sceny był słyszalny w dziewiątym rzędzie na drugim balkonie, w miejscu gdzie umieszczono łapacze dźwięku w kształcie muszli. Punkt najlepszej słyszalności został określony na piąty rząd parteru.
Przed wejściem do teatru rosną dwa pomniki przyrody – glediczje trójcierniowe.

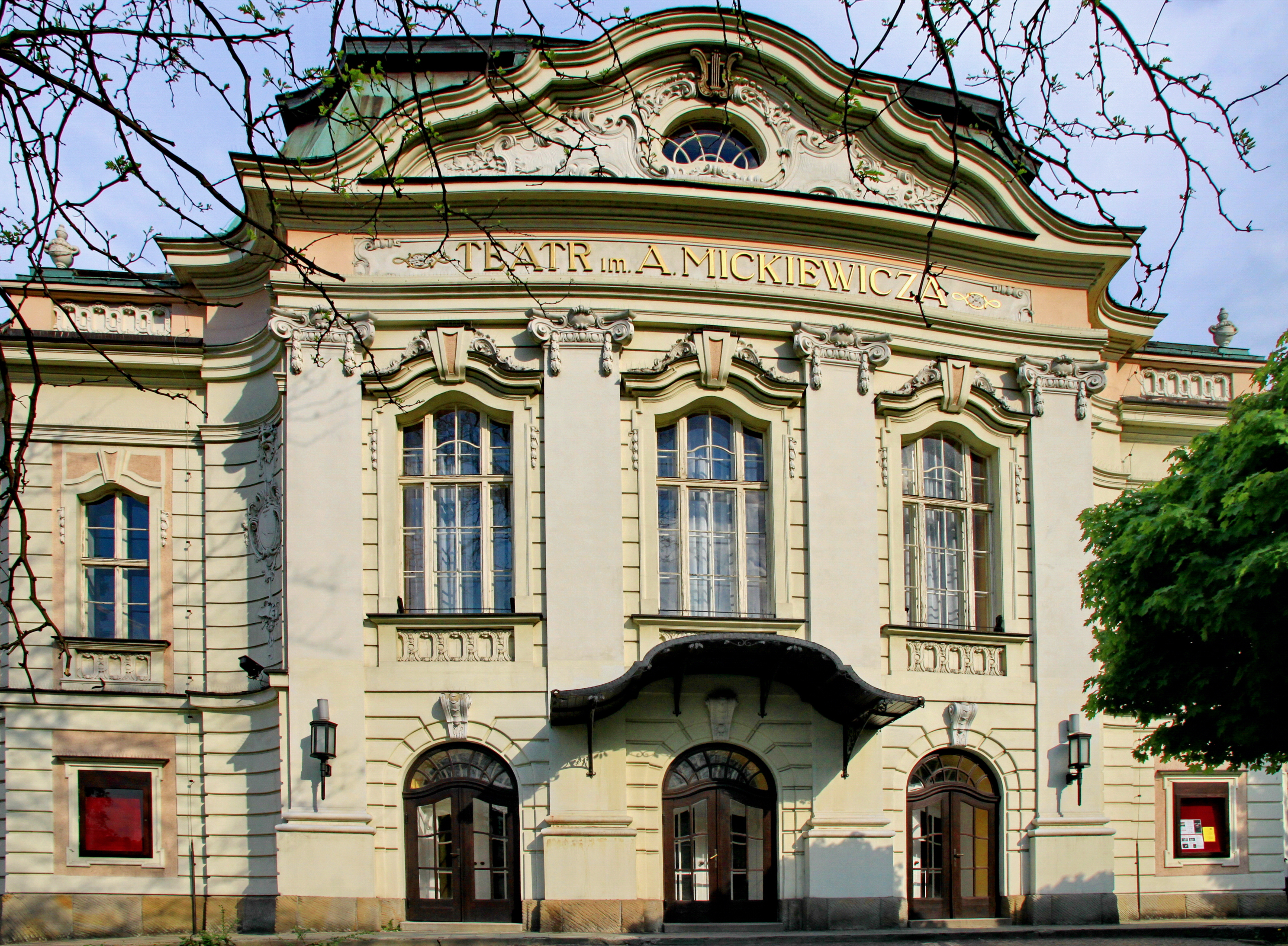
Fasada teatru
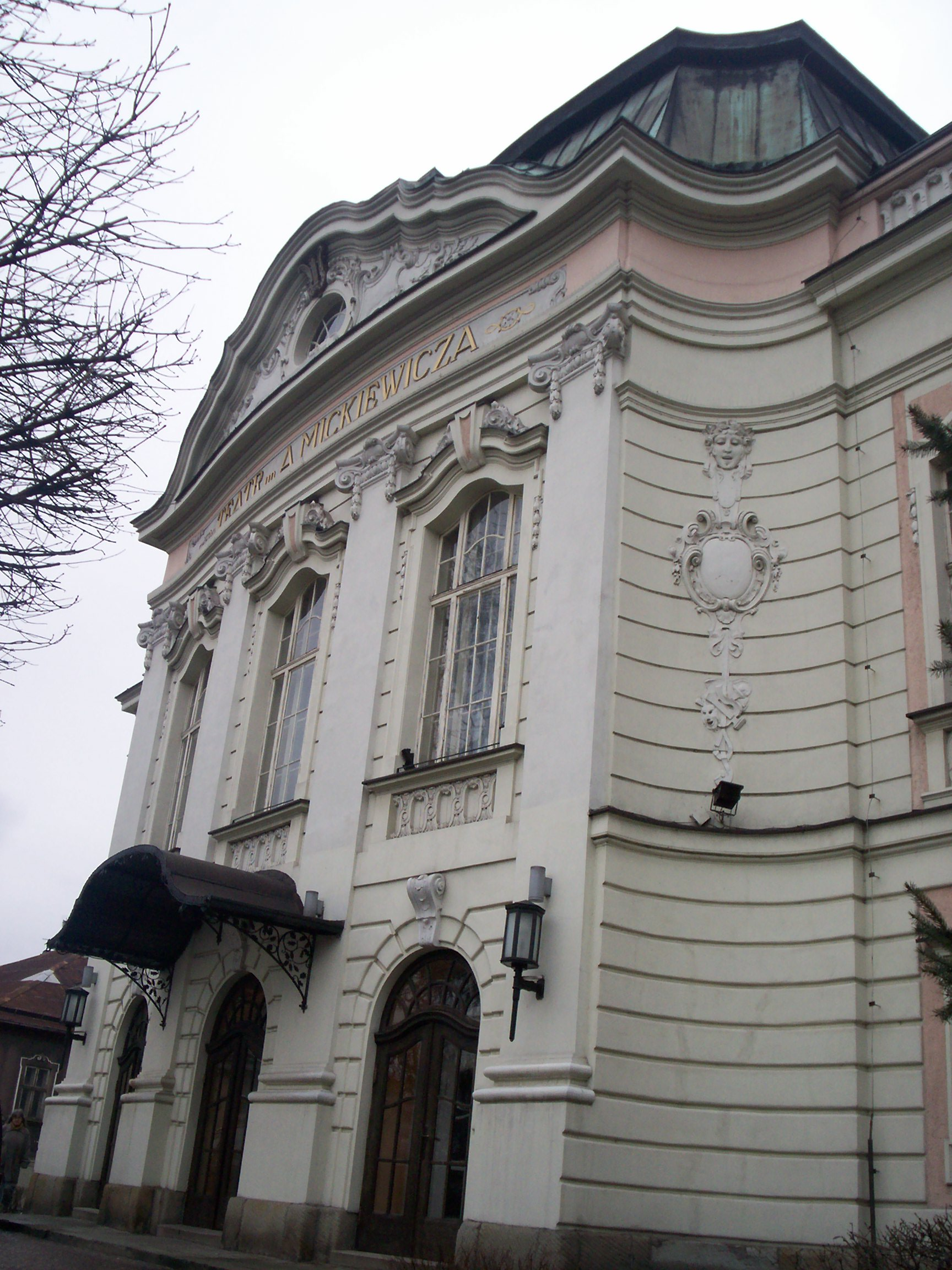
Front budynku
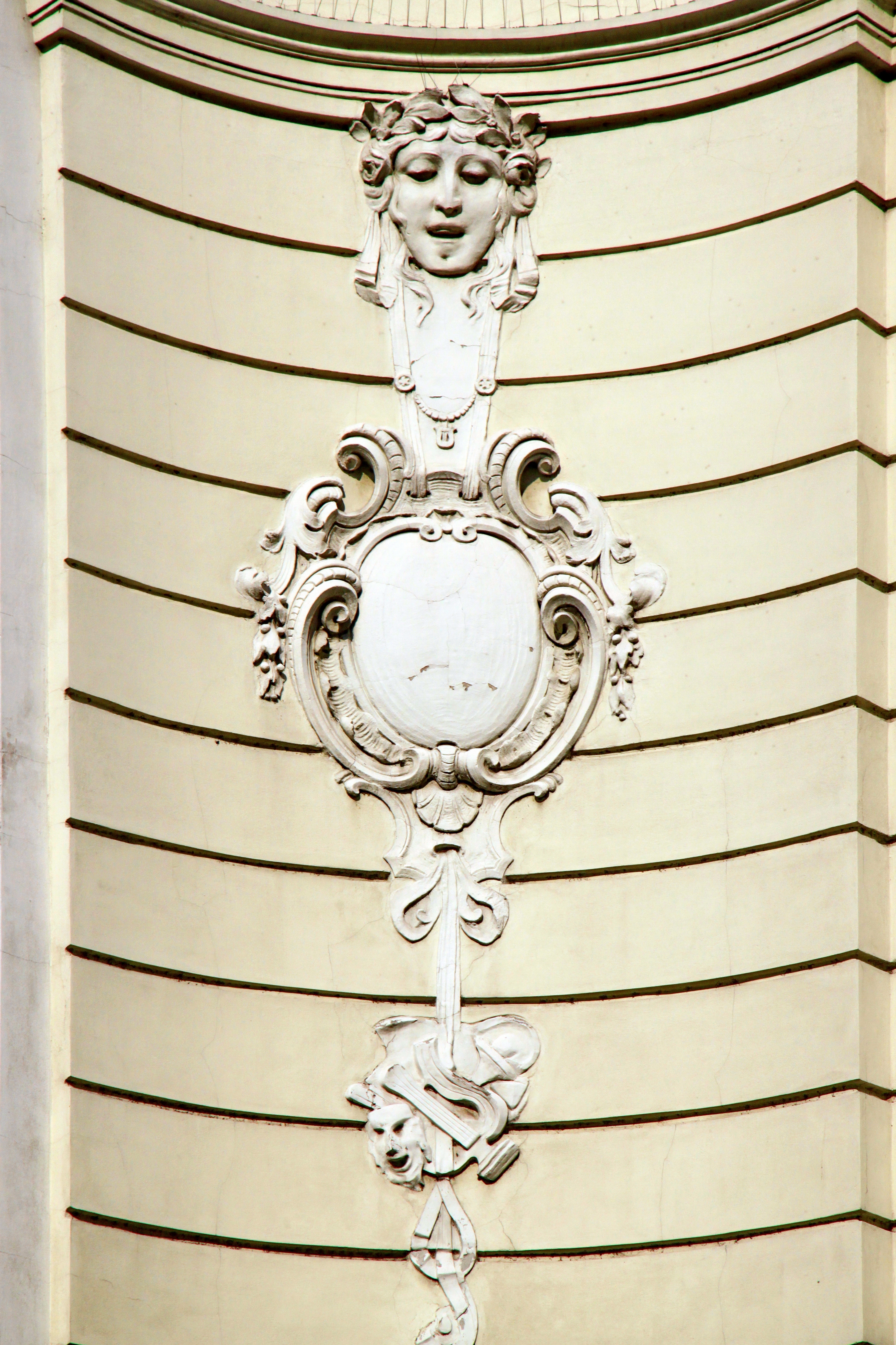
Detal teatru

## Działalność
W teatrze jest prowadzona impresaryjna działalność kulturalna. Organizowane są występy: teatrów dramatycznych, teatrów muzycznych, zespołów operowych, zespołów operetkowych, zespołów baletowych, zespołów folklorystycznych, recitali autorskich, zespołów estradowych, koncertów muzycznych, zespołów kabaretowych. Do częstych wydarzeń odbywających się w teatrze można również zaliczyć: prezentacje osiągnięć zespołów amatorskich, sympozja, spotkania młodzieży, uroczystości jubileuszowe, popisy uczniów szkół regionu cieszyńskiego, pokazy charakteryzacji teatralnej i filmowej oraz warsztaty teatralne z mistrzem.
Jedną z cyklicznych imprez odbywających się w teatrze od 1990 roku, jest Festiwal Teatralny Na granicy (obecnie Bez granic) organizowany przez Stowarzyszenie Solidarność Polsko-Czesko-Słowacką.
Od 2 do 7 maja 1974 roku w teatrze kręcono zdjęcia do filmu Andrzeja Wajdy Ziemia obiecana. "Na potrzeby filmu wykręcono fotele, a w ich miejsce wstawiono krzesła, wybudowano klasyczną budkę suflera. Stworzono też małe teatralne muszle, gdzie stały świece (ponieważ kiedyś tak oświetlano salę teatralną), zmieniano także klamki w drzwiach".